# Handball-Weltmeisterschaft der Männer 2019/Qualifikation
Die Qualifikation zur Handball-Weltmeisterschaft der Männer 2019 wurde 2017 und 2018 ausgetragen. Dabei waren 21 Endrundenplätze zu vergeben. Automatisch qualifiziert waren Frankreich als Weltmeister 2017 sowie Dänemark und Deutschland als Gastgeber.
Die insgesamt 24 Plätze für die Endrunde wurden wie folgt vergeben:
- Afrika: 3 qualifizierte Teilnehmer,
- Amerika: 3 qualifizierte Teilnehmer,
- Asien: 4 qualifizierte Teilnehmer,
- Europa: Weltmeister Frankreich, Gastgeber Dänemark und Deutschland sowie 10 qualifizierte Teilnehmer,
- Ozeanien: 1 qualifizierter Teilnehmer.

## Afrika
Afrika stellte drei Teilnehmer, die bei der Afrikameisterschaft 2018 ermittelt wurden. Die Meisterschaft fand vom 17. bis 27. Januar 2018 in der gabunischen Hauptstadt Libreville in Turnierform statt.
Qualifiziert für die WM 2019 waren:
- Tunesien (Afrikameister 2018)
- Ägypten (Zweiter der Afrikameisterschaft 2018)
- Angola (Dritter der Afrikameisterschaft 2018)

## Amerika
Amerika stellte drei Teilnehmer, die bei der Panamerikameisterschaft 2018 ermittelt wurden. Die Meisterschaft fand vom 16. bis 24. Juni 2018 im grönländischen Nuuk in Turnierform statt, bei der die kubanische Mannschaft aufgrund fehlender Visa nicht teilnahm.
Qualifiziert für die WM 2019 waren:
- Argentinien (Panamerikameister 2018)
- Brasilien (Zweiter der Panamerikameisterschaft 2018)
- Chile (Dritter der Panamerikameisterschaft 2018)

## Asien/Ozeanien
Asien stellte vier Teilnehmer, die bei der Asienmeisterschaft 2018 ermittelt wurden. Das Turnier fand vom 18. bis 28. Januar 2018 im südkoreanischen Suwon statt.
Qualifiziert für die WM 2019 waren:
- Katar (Asienmeister 2018)
- Bahrain (Zweiter der Asienmeisterschaft 2018)
- Südkorea (Dritter der Asienmeisterschaft 2018)
- Saudi-Arabien (Vierter der Asienmeisterschaft 2018)

Den dem ozeanischen Verband (OCHF) zustehende Endrunden-Platz vergab das IHF Council im Mai 2018 per Wildcard an Japan, da kein Vertreter Ozeaniens bei der Asienmeisterschaft 2018 einen der ersten fünf Plätze erreichte. Der Gastgeber der Olympischen Sommerspiele 2020 hatte die direkte Qualifikation als Sechster der Asienmeisterschaft 2018 verpasst.

## Europa
Europa stellte insgesamt 13 Teilnehmer bei der Weltmeisterschaft. Automatisch qualifiziert waren Frankreich als Weltmeister 2017 sowie Dänemark und Deutschland als Gastgeber. Zudem qualifizierte sich Spanien als Europameister 2018 direkt für die WM. Die restlichen neun Teilnehmer wurden in einer Qualifikation ermittelt, die sich aus einer Gruppenphase und anschließenden Play-off-Spielen zusammensetzte. Teilnehmer des Play-off waren die nicht automatisch qualifizierten Teilnehmer der Europameisterschaft, sowie die 6 Gruppensieger.

### Qualifikationsgruppen
Die Auslosung der sechs Gruppen der ersten Qualifikationsphase wurde am 18. Juli 2017 in den Räumen der EHF in Wien vorgenommen, wobei Russland und Polen gesetzt wurden. Die Gruppenspiele wurden zwischen dem 25. Oktober 2017 und 14. Januar 2018 ausgetragen. Die sechs Gruppensieger qualifizierten sich für die Play-off-Spiele im Juni 2018.

#### Gruppe 1
In Gruppe 1 spielten Russland, Finnland, die Slowakei und Luxemburg.
| Pl. | Land      | Sp. | S | U | N | Tore      | Diff. | Punkte |
| --- | --------- | --- | - | - | - | --------- | ----- | ------ |
| 1.  | Russland  | 6   | 6 | 0 | 0 | 0190:1320 | +58   | 12     |
| 2.  | Slowakei  | 6   | 3 | 0 | 3 | 0162:1490 | +13   | 6      |
| 3.  | Finnland  | 6   | 1 | 1 | 4 | 0139:1700 | −31   | 3      |
| 4.  | Luxemburg | 6   | 1 | 1 | 4 | 0131:1710 | −40   | 3      |

Russland qualifizierte sich für die Play-off-Spiele.

#### Gruppe 2
Gruppe 2 mit Litauen, Lettland, Israel und Georgien wurde vom 12. bis 14. Januar 2018 in Turnierform in Litauen ausgespielt.
| Pl. | Land     | Sp. | S | U | N | Tore    | Diff. | Punkte |
| --- | -------- | --- | - | - | - | ------- | ----- | ------ |
| 1.  | Litauen  | 3   | 3 | 0 | 0 | 089:670 | +22   | 6      |
| 2.  | Lettland | 3   | 2 | 0 | 1 | 080:780 | +2    | 4      |
| 3.  | Georgien | 3   | 0 | 1 | 2 | 064:710 | −7    | 1      |
| 4.  | Israel   | 3   | 0 | 1 | 2 | 071:880 | −17   | 1      |

Litauen qualifizierte sich für die Play-off-Spiele.

#### Gruppe 3
Gruppe 3 mit Rumänien, der Ukraine, Italien und den Färöer-Inseln wurde vom 11. bis 13. Januar 2018 in Turnierform in Bozen ausgespielt.
| Pl. | Land     | Sp. | S | U | N | Tore    | Diff. | Punkte |
| --- | -------- | --- | - | - | - | ------- | ----- | ------ |
| 1.  | Rumänien | 3   | 2 | 1 | 0 | 088:700 | +18   | 5      |
| 2.  | Italien  | 3   | 2 | 0 | 1 | 082:800 | +2    | 4      |
| 3.  | Ukraine  | 3   | 1 | 1 | 1 | 084:770 | +7    | 3      |
| 4.  | Färöer   | 3   | 0 | 0 | 3 | 060:870 | −27   | 0      |

Im letzten Gruppenspiel konnte Rumänien in einer spannenden Schlussphase noch zum 26:26-Unentschieden gegen die Ukraine ausgleichen und sich so für die Play-off-Spiele qualifizieren.

#### Gruppe 4
Gruppe 4 mit Portugal, Polen, Zypern und dem Kosovo wurde vom 12. bis 14. Januar 2018 in Turnierform im portugiesischen Póvoa de Varzim ausgespielt.
| Pl. | Land     | Sp. | S | U | N | Tore     | Diff. | Punkte |
| --- | -------- | --- | - | - | - | -------- | ----- | ------ |
| 1.  | Portugal | 3   | 2 | 1 | 0 | 0110:650 | +45   | 5      |
| 2.  | Polen    | 3   | 2 | 1 | 0 | 0103:590 | +44   | 5      |
| 3.  | Zypern   | 3   | 1 | 0 | 2 | 053:1150 | −62   | 2      |
| 4.  | Kosovo   | 3   | 0 | 0 | 3 | 063:900  | −27   | 0      |

Im abschließenden Gruppenspiel trennten sich nach spannendem Verlauf Portugal und Polen 27:27-Unentschieden. Aufgrund der besseren Tordifferenz in allen Gruppenspielen wurde Portugal dadurch Gruppensieger und qualifizierte sich für die Play-off-Spiele.

#### Gruppe 5
In Gruppe 5 spielten die Niederlande, Belgien, Griechenland und die Türkei.
| Pl. | Land         | Sp. | S | U | N | Tore      | Diff. | Punkte |
| --- | ------------ | --- | - | - | - | --------- | ----- | ------ |
| 1.  | Niederlande  | 6   | 5 | 0 | 1 | 0169:1470 | +22   | 10     |
| 2.  | Belgien      | 6   | 3 | 1 | 2 | 0168:1590 | +9    | 7      |
| 3.  | Türkei       | 6   | 3 | 1 | 2 | 0146:1490 | −3    | 7      |
| 4.  | Griechenland | 6   | 0 | 0 | 6 | 0137:1650 | −28   | 0      |

Die Niederlande qualifizierte sich für die Play-off-Spiele.

#### Gruppe 6
In Gruppe 6 waren mit Bosnien und Herzegowina, der Schweiz sowie Estland lediglich drei Teams am Start.
| Pl. | Land                    | Sp. | S | U | N | Tore     | Diff. | Punkte |
| --- | ----------------------- | --- | - | - | - | -------- | ----- | ------ |
| 1.  | Schweiz                 | 4   | 3 | 0 | 1 | 096:670  | +29   | 6      |
| 2.  | Bosnien und Herzegowina | 4   | 2 | 0 | 2 | 080:840  | −4    | 4      |
| 3.  | Estland                 | 4   | 1 | 0 | 3 | 096:1210 | −25   | 2      |

Im Anschluss an das Spiel Bosnien und Herzegowina gegen die Schweiz am 13. Januar 2018 legte der Schweizerische Handball-Verband (SHV) gegen die Wertung des Spiels (21:15 für Bosnien und Herzegowina) Protest bei der EHF ein. Bosnien und Herzegowina setzte mit Tomislav Nuić einen Spieler ein, der nicht auf dem offiziellen Spielberichtsbogen aufgeführt war. Die Schiedsrichter hatten daraufhin Nuić in der 44. Spielminute mit einer Roten Karte disqualifiziert. Die Rechtsinstanzen der EHF bestätigten den Protest und werteten die Partie mit einem Forfait-Sieg (mit 10:0 Toren) für die Schweiz. Damit qualifizierte sich die Schweiz als Gruppensieger für die Play-off-Spiele.

### Play-off-Spiele

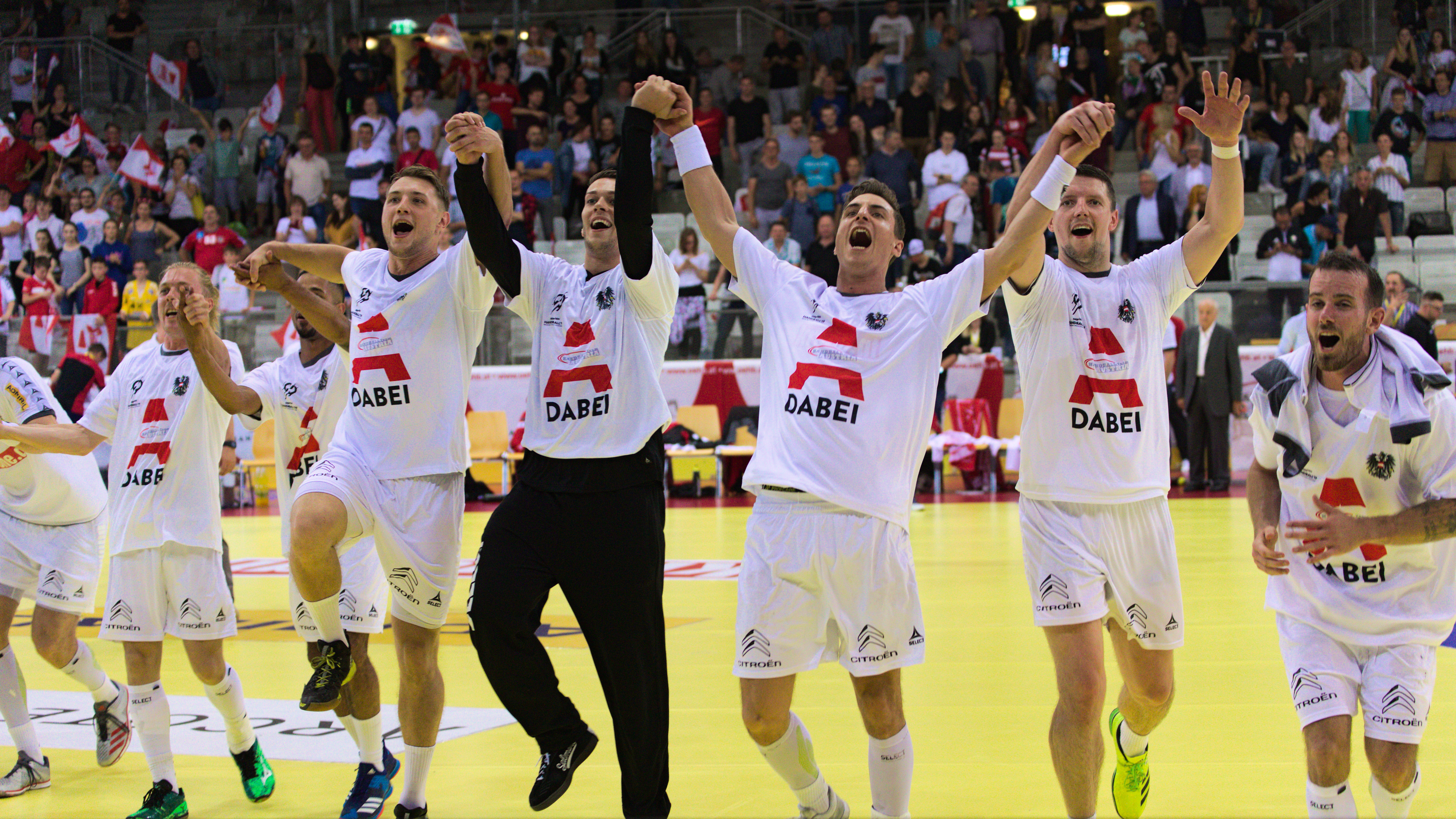
Die Spieler der österreichischen Handballnationalmannschaft beim Jubeln nach dem Sieg im Play-off-Rückspiel gegen Belarus

Die Auslosung der Play-off-Spiele fand während der Europameisterschaft 2018 am 27. Januar 2018 in der Arena Zagreb statt. Die Play-off-Spiele wurden vom 8. bis 10. Juni (Hinspiele) und vom 12. bis 14. Juni 2018 (Rückspiele) ausgetragen. Die Sieger sind für die Weltmeisterschaft 2019 qualifiziert.
|             | Gesamt |            | Hinspiel | Rückspiel |
| ----------- | ------ | ---------- | -------- | --------- |
| Serbien     | 53:46  | Portugal   | 28:21    | 25:25     |
| Litauen     | 58:61  | Island     | 27:27    | 31:34     |
| Tschechien  | 48:55  | Russland   | 27:26    | 21:29     |
| Slowenien   | 50:51  | Ungarn     | 24:29    | 26:22     |
| Belarus     | 54:59  | Österreich | 28:28    | 26:31     |
| Mazedonien  | 57:50  | Rumänien   | 32:24    | 25:26     |
| Niederlande | 55:60  | Schweden   | 25:24    | 20:26     |
| Norwegen    | 62:59  | Schweiz    | 32:26    | 30:33     |
| Kroatien    | 63:51  | Montenegro | 32:19    | 31:32     |